# Johann Philipp Lesch von Mühlheim

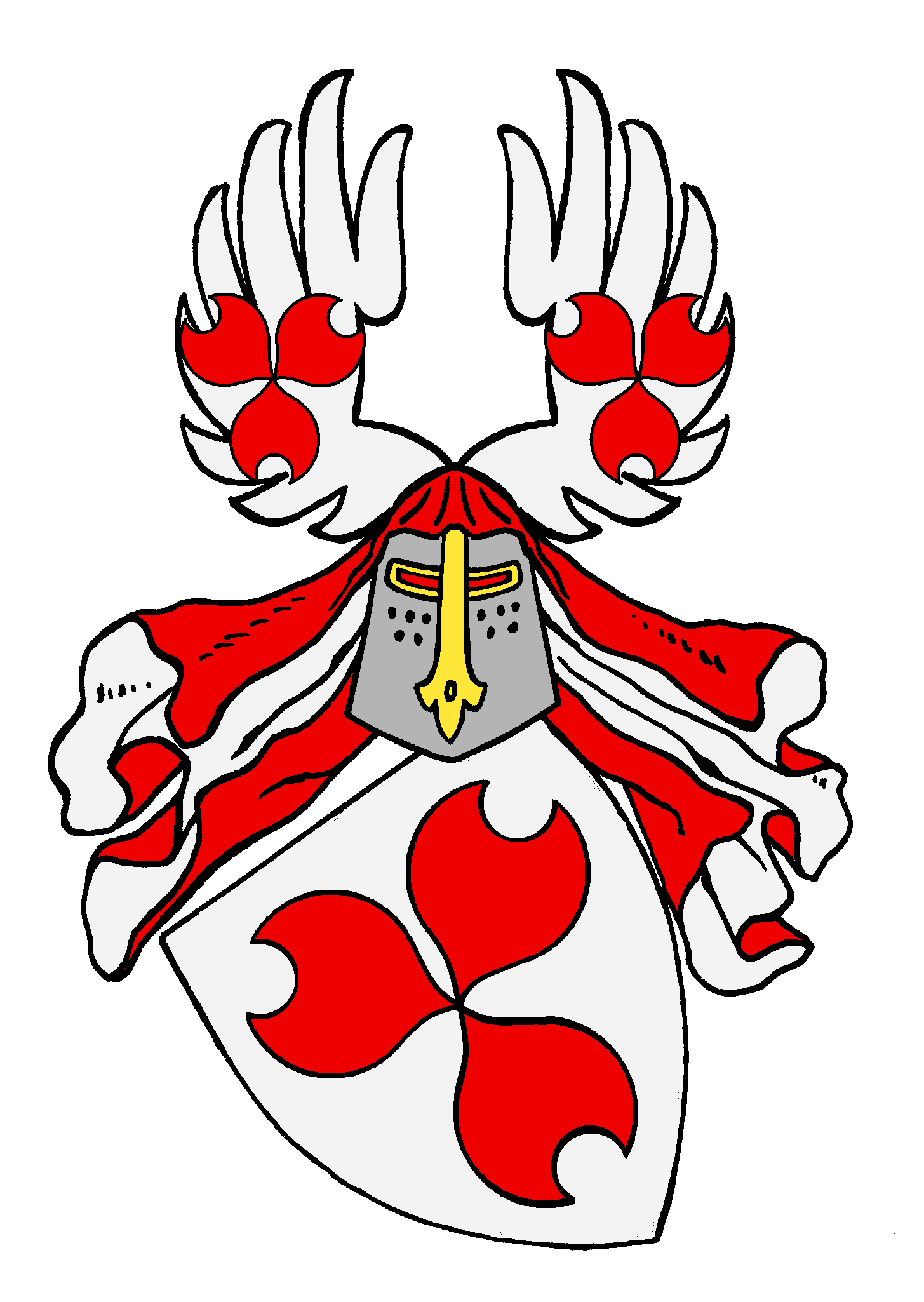
Wappen der Lesch(e) von Mühlheim

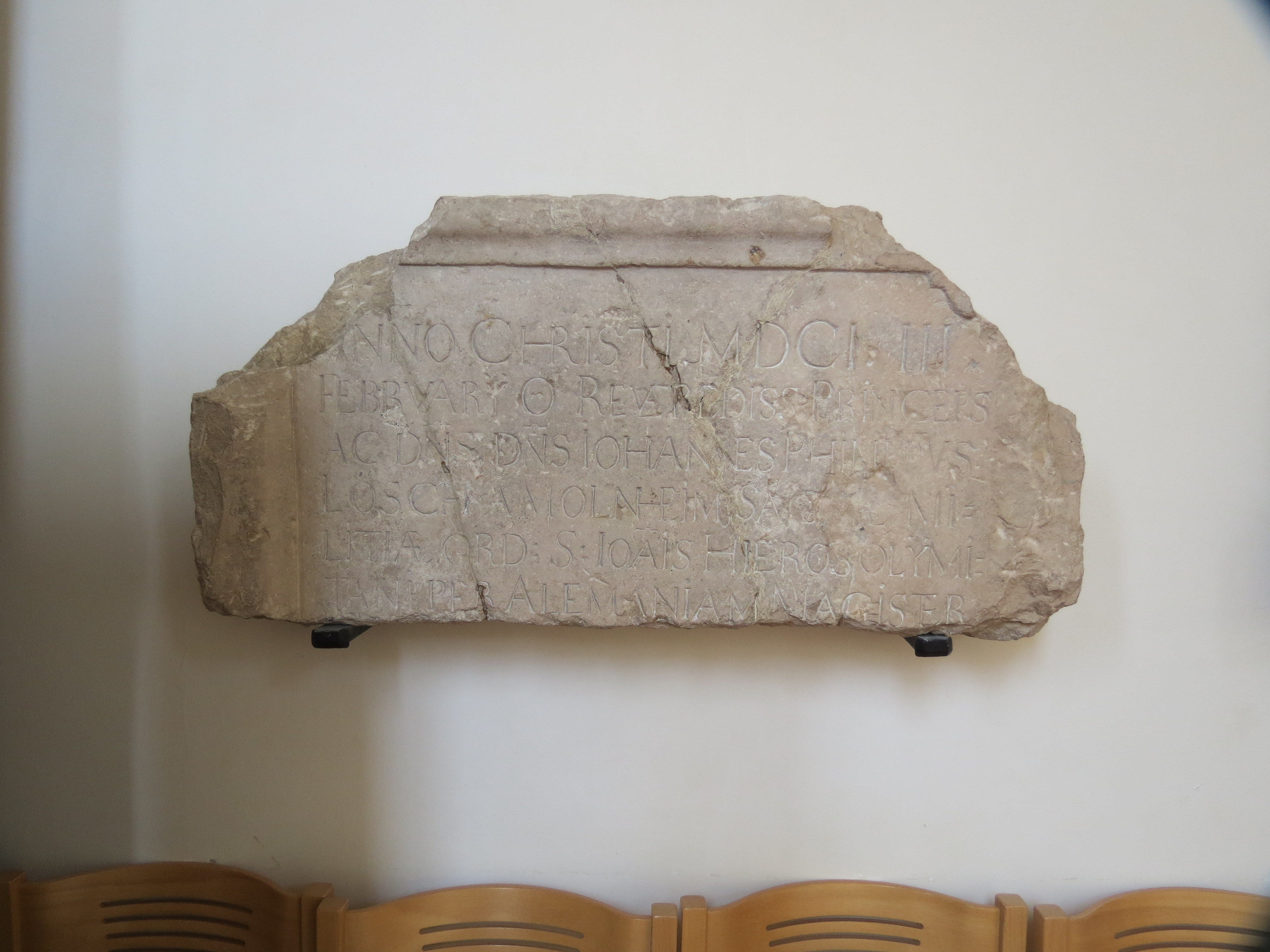
Epitaph von Johann Philipp Lesch von Mühlheim in der Johanneskirche in Villingen

Johann Philipp Lesch von Mühlheim (* um 1545; † 2. Februar 1601) war von 1598 bis 1599 Großbailli des Johanniterordens. Von 1599 bis 1601 war Großprior von Deutschland des Johanniterordens und Reichsfürst von Heitersheim.

## Leben und Laufbahn
Johann Philipp Lesch von Mühlheim wurde um 1545 geboren. Das Geschlecht der Lesch von Mühlheim hatte seine Begüterungen im Raum Wetzlar und Gießen; Mühlheim ist das heutige Hermannstein, einem Stadtteil von Wetzlar. Am 13. November 1565 trat er in Malta in den Johanniterorden ein und leistete anschließend wahrscheinlich die nach den Statuten geforderte Dienste auf Malta. 1568 wurde er Rat der deutschen Zunge beim höchsten Ratsgremium des Johanniterordens, dem Concilium completum. Gleichzeitig erhielt er mit der Kommende Sulz (Soultz) seine erste Kommende, die er bis 1599 behielt. 1570 erhielt er dazu die Kommende Colmar, der er ebenfalls bis 1599 vorstand. Der Kommende Villingen erhielt er 1576 und behielt sie bis zu seinem Tod 1601. Vermutlich besuchte er seine Kommenden selten, denn er wurde am 23. November 1573 zum Stellvertreter des Großbailli gewählt, und am 13. Mai 1598 wurde er selber Großbailli. Am 10. Mai 1589 wurde er vom Großprior Philipp Flach von Schwarzenberg zum ersten Titular-Bailli von Brandenburg ernannt. Am 13. März 1598 wurde er zum Großbailli ernannt. Am 20. August 1599 wechselte er in das Amt des Großpriors von Deutschland. Er zog jedoch nicht nach Heitersheim, sondern versah sein Amt von der Kommende Villingen aus. Mit der Wahl zum Großprior war er auch Kommendator der Kommende Bubikon geworden. Er starb am 2. Februar 1601 in Villingen und wurde in der dortigen Johanniterkirche begraben.